# Xã Indian Lake, Quận Nobles, Minnesota
Xã Indian Lake (tiếng Anh: Indian Lake Township) là một xã thuộc quận Nobles, tiểu bang Minnesota, Hoa Kỳ. Năm 2010, dân số của xã này là 232 người.